# Listă de spitale din Iași
- Spitalul Clinic Județean de Urgență „Sf. Spiridon” Iași
- Spitalul Clinic de Urgență pentru Copii „Sf. Maria” Iași
- Institutul de Boli Cardiovasculare „Prof. Dr. George I.M. Georgescu” Iași
- Spitalul Clinic „Dr. C. I. Parhon” Iași
- Spitalul Clinic de Obstetrică-Ginecologie „Cuza-Vodă” Iași
- Spitalul Clinic de Obstetrică-Ginecologie „Elena Doamna” Iași
- Institutul Regional de Oncologie Iași
- Institutul de Psihiatrie „Socola” Iași
- Spitalul Clinic de Pneumoftiziologie Iași
- Spitalul Clinic de Boli Infecțioase „Sf. Parascheva” Iași
- Spitalul Clinic de Urgență „Prof. Dr. N. Oblu” Iași
- Spitalul Clinic de Recuperare Iași
- Spitalul Clinic CF Iași
- Spitalul Clinic de Urgență Militar „Dr. I. Czihac” Iași
- Elytis Hospital, spital privat
- Spitalul „Providența” al Mitropoliei Moldovei și Bucovinei [1]
- Arcadia Hospital, spital privat